# Ion Dosca
Ion Dosca (né le 1er février 1955 dans le raion de Strășeni à Bucovăț dans la république soviétique moldave) est un joueur de dames moldave. Il pratique plusieurs variantes de dames, particulièrement les dames russes et brésiliennes (il est d'ailleurs grand-maître international) ainsi que les pool checkers. Il a notamment été champion d'URSS de dames russes en 1991, champion du monde de dames brésiliennes en 1999 et champion des États-Unis de pool checkers en 2000.

## Carrière

### Dames russes
Ion Dosca a commencé à prendre part à des compétitions junior en URSS à l'âge de 12 ans, il gagne son premier titre de champion junior de Moldavie de dames russes à l'âge de 15 ans. Il remporte son premier titre senior au championnat de Moldavie en 1974. Il remporte également la coupe d'URSS de dames russes en 1980 et en 1990 et termine premier ex aequo du dernier championnat d'URSS en 1991.
Ion Dosca est également le détenteur de 15 titres de champion de Moldavie.

### Dames brésiliennes
Ion Dosca participe à des compétitions internationales de dames brésiliennes dans les années 1990 ; il remporte une fois le championnat du monde en 1999 et termine quatre autres fois sur le podium en 1993, 1996, 2004 et 2007.
En 2008 lors des Jeux mondiaux des sports de l'esprit à Pékin il termine en tête du tournoi suisse qui détermine les deux finalistes pour finalement terminer second.

### Pool checkers
Ion Dosca a aussi remporté le championnat des États-Unis de pool checkers en 2000.